# Undercover (Tying Tiffany)
Undercover è il primo album della cantante italiana Tying Tiffany. È stato pubblicato nell'autunno del 2005 dall'etichetta discografica Jato Music (divisione della società di publishing Suoni di Jato).
Il titolo del disco, in lingua italiana, significa letteralmente segreto, nascosto, sotto mentite spoglie.

## Il disco

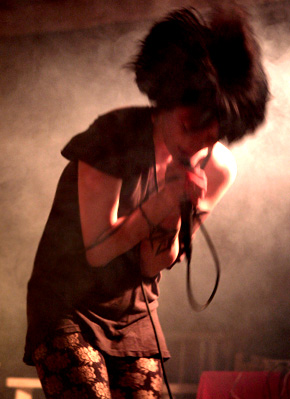
Tying Tiffany in concerto a Pordenone (2006) – Durante la tournée di Undercover Tiffany condividerà il palco con artisti come Iggy Pop, Gogol Bordello, Pennywise, The Rapture, Buzzcocks, Stereo Total, Eels, dEUS, Tiga e Alec Empire.

Punto di partenza dell'album è rappresentato dal background di Tying Tiffany:
da un lato la passione coltivata negli anni per la musica industrial, gothic e punk rock;
dall'altro l'esperienza maturata in giro per l'Europa come bassista e cantante in band "sotterranee" quali ad esempio Il Forno del Buon Pane, Prek e Kyoto-Nuà, e come Disc jockey di Electronic Body Music in vari locali.

Punto di arrivo è un'opera di musica elettronica che, sebbene abbia avuto una gestazione relativamente lunga (come spesso accade per i dischi d'esordio), risulta nel complesso piuttosto organica e stilisticamente coerente. Complici anche una durata non eccessiva (circa mezz'ora) che evita possibili momenti "piatti" e la presenza di inframezzi (come "Telekoma" o "Running Bastard") che funzionano alla stregua di un legante.
Significativo il contributo di Lorenzo Montanà (musicista e produttore bolognese) che ne cura la realizzazione.
Interamente cantato in lingua inglese (se si fa eccezione per "Telekoma") e musicalmente riconducibile al genere electroclash, concepito con un certo gusto per l'ironia e disseminato di citazioni, il disco presenta ritmiche techno hardcore ed electro dance sulle quali si innestano riff di chitarra elettrica, arpeggi di sintetizzatore, ma anche disco music in stile Giorgio Moroder.
I videoclip di "I'm Not a Peach" e "I Wanna Be Your Mp3" sono stati diretti da Swan,
mentre quello di "Honey Doll" è stato curato da Gip, autore e presentatore per diversi programmi di MTV e per "Le Iene" di Italia 1.
Il brano "You Know Me" è incluso anche nella compilation "Full Body Workout vol. 2" pubblicato dall'etichetta berlinese Get Physical.
Nel 2009 il brano "Black Neon" sarà oggetto di un concorso indetto dal portale internet Musicaoltranza: il “Tying Tiffany Remix Contest”. I cinque remix vincitori verranno poi raccolti nell'EP (o minialbum) "Black Neon RMXs".

## Tracce
1. Wake Up – 3:15
2. Cat Killer Show – 3:01
3. LCD Soundsystem is Playing At My House – 2:34
4. Last Weekend – 1:03
5. Sugar Boy Sugar Girl – 1:59
6. I'm Not a Peach – 2:43
7. I Wanna Be Your Mp3 – 2:06
8. Telekoma – 0:54
9. Honey Doll – 3:56
10. Running Bastard – 0:45
11. Black Neon – 2:04
12. You Know Me – 5:42
13. Cloud – 1:36

## Singoli estratti
- I'm Not A Peach (Jato Music) - Promo release: singolo uscito solo per le radio.
- I Wanna Be Your Mp3 (Jato Music) - Promo release: singolo uscito solo per le radio.
- You Know Me (Get Physical)
- Honey Doll (Jato Music)
- Honey Doll (Remix) (Ocean Dark)